# Ambulocetidae
Ambulocetidi (lat. Ambulocetidae) bili su porodica ranih kitova s područja današnjeg Pakistana, koji su još uvijek bili u stanju hodati po tlu. Rod Ambulocetus, po kojem je cijela porodica i dobila ime, najpotpuniji je i najbolje istražen rod ambulocetida zato što je pronađen primjerak vrste Ambulocetus natans, koji je bio 80% potpun. Druga dva roda iz te porodice, Gandakasia i Himalayacetus, poznata su samo na osnovu zuba i djelića donje čeljusti.

## Opis
Najprimitivniji među vodozemnim kitovima, ambulocetidi su živjeli u plitkim obalnim staništima poput estuara i zaljeva, ali su tokom jednog dijela svog života ipak ovisili o slatkoj vodi. Neke osobine donje čeljusti povezane s prijenosom zvuka, koje su prisutne kod današnjih kitova, nisu postojale kod pakicetida, ali jesu kod ambulocetida. Vjerojatno su plivali pomoću velikih stopala, što nije baš efikasan način kretanja, zbog čega su vjerojatno čekali plijen u zasjedi umjesto da jure za njim. Ambulocetidi su imali usku glavu s lateralno usmjerenim očima, što im je davalo izgled teropoda (skupine dinosaura).
Ambulocetus i Gandakasia su se pretežno hranili kopnenim životinjama, dok kombinacija niske vrijednosti izotopa kisika (Δ18O) i izotopa ugljika (Δ13C) kod roda Himalayacetus ukazuju na unos slatke vode u organizam, ali i prehranu morskim životinjama, što znači da se hranio u moru, ali se kasnije vraćao na kopno da bi pio vodu.

## Filogenija
Fosili ambulocetida mogu se pronaći u Pakistanu duž drevne obale cimerijske ploče. Sedimentne strukture u kojima su ti fosili pronađeni ukazuju na to da su ambulocetidi živjeli u plitkim obalskim staništima sličnima močvarama. Moguće je da su zauzimali sličnu ekološku nišu kao krokodili.
Za tu se porodicu smatra da je potekla od porodice Pakicetidae, čiji su pripadnici bili skloniji kopnu. Smatra se i da su porodice Protocetidae i moguće Remingtonocetidae potekle od zajedničkog pretka s ambulocetidima. Zajedno s bazilosauridima, tih pet porodica svrstava se u podred Archaeoceti.